# Баскетбол в стиле кун-фу
Баскетбол в стиле Кунг-фу (кит. 功夫灌籃,англ. Kung Fu Dunk) — спортивная комедия с Джеем Чоу в главной роли.

## Сюжет
Фильм рассказывает о сироте, которого учитель боевых искусств взял на воспитание. Зовут его Фанг Шиджи. Из-за своего темпераментного характера его выгоняют из школы Кунг-Фу. Его талант раскрывает отчаявшийся и разочарованный в жизни Ванг Жоу и предлагает ему сыграть в баскетбол. Вот тут то и начинается самое интересное. Фарс с поиском настоящих родителей все больше и больше становится не просто историей для журналистов. Жизнь Фанга Шиджи резко меняется и вместе с тем меняется жизнь и того, кто раскрыл его талант.

## В ролях
- Джей Чоу — Фан Шицзе
- Эрик Цан — Чжэнь Ванли
- Ван Ган — Ван Бяо
- Чарлин Чой — Лили
- Чэн Болин — Тин Вэй
- Бэйрон Чэнь — Сяо Лань
- Джеймс З. Фенг — Игрок Первого Университета
- Хуан Бо — учитель Хуан
- Эдди Ко — учитель Фан Шицзе
- Ли Лицюнь — Би Тяньхао
- Лён Каянь — учитель Фэй
- Уилл Лью —  Ли Тянь
- Нг Ман-тат — учитель У
- Кеннет Цан — Ван Ивань
- Хуан Цзяньсян — камео